# مالیات بوم‌شناختی
مالیات بوم‌شناختی (انگلیسی: Ecotax) مالیاتی است که بر اعمال آسیب‌زا برای طبیعت جهت کاهش شدت آن اعمال می‌شود.